# Gillet-Forest
Gillet-Forest est un constructeur français d'automobiles et de véhicules utilitaires. 

## Histoire
L'entreprise est fondée à Saint-Cloud en 1889 par Stanislas Dominique Gillet et Fernand Forest. Ils fabriquent initialement des lampes à pétrole avant de se lancer dans la construction automobile. Leurs premiers modèles fonctionnent à la vapeur puis, à partir de 1902, des moteurs à combustion interne sont utilisés.
La production prend fin en 1907.

## Description

### Modèles à vapeur
Les modèles à vapeur avaient un capot semi-circulaire à l'avant qui se terminait par un « nez de pelle » implicite. En dessous se trouvait le condenseur. Gillet-Forest a utilisé un système d'économie d'eau dans lequel l'eau de refroidissement circulait autour de la chaudière à vapeur dans un tuyau en spirale ; le tuyau, partiellement visible de l'avant, ressemblait au refroidisseur d'eau d'un véhicule à moteur à combustion interne. L'eau récupérée dans le condenseur était introduite dans la culasse de la machine à vapeur ; l'excès d'eau entrait dans un réservoir d'eau à l'arrière. 

### Modèles à essence
Des modèles à moteur à combustion interne monocylindre et bicylindre ont suivi. Ils transmettaient initialement leur puissance à l'essieu arrière avec des chaînes d'entraînement. Des versions avec une puissance de 6/7 CV, 9/10 CV et 12 CV étaient disponibles ; ce n'est qu'en 1904 que l' entraînement par cardan est produit. 
En 1904, un plus grand modèle à quatre cylindres entraîné par chaîne remplace ou complète les modèles précédents. Un refroidisseur par évaporation a été utilisé jusqu'en 1905, et ce n'est qu'en 1905 qu'un système de refroidissement normal a été utilisé.
Un véhicule de cette marque participe occasionnellement au London to Brighton Veteran Car Run.

### Véhicules commerciaux
En 1902, six modèles différents de véhicules utilitaires de puissance 6/7 CV, 9/10 CV et 12 CV et de charges utiles comprises entre 300 kg et 3 t sont répertoriés. En 1905, une 12 CV a été introduite, le moteur monocylindre d'une cylindrée de 4,6 litres (alésage de 145 mm et course de 170 mm) était probablement l'un des plus gros du genre dans une voiture de route. Le véhicule était à cardan. En 1906, ce moteur propulsait même un camion d'une charge utile de 2 tonnes. Le quatre cylindres avec un alésage de 108 mm et une course de 140 mm (cylindrée 8 407 cm3) est resté au catalogue jusqu'en 1906. 

## Littérature
Jules Verne cite la marque Gillet-Forest dans le chapitre IV de son roman Maître du Monde (1904).